# Râul Boiștea, Cremenița
Râul Boiștea este un curs de apă, afluent al râului Cremenița. 